# Wyżyna Kolorado
Wyżyna Kolorado (ang. Colorado Plateau) – kraina fizycznogeograficzna położona w Górach Skalistych, w południowo-zachodniej części Stanów Zjednoczonych, w rejonie zwanym Four Corners, na terenie stanów Kolorado, Utah, Arizona, Nowy Meksyk.
Wyżyna zajmuje powierzchnię około 360 tys. km², jest wyniesiona ponad poziom morza na wysokość od około 300 metrów do 4267 metrów, ze średnim wyniesieniem 1585 metrów n.p.m..
Na terenie wyżyny Kolorado pojawiają się twory prekambryjskie, powstałe w trakcie licznych transgresji morskich, procesów górotwórczych, ruchów uskokowych wraz z towarzyszącymi im wylewami wulkanicznymi. Prekambryjska tarcza krystaliczna została przykryta osadami paleozoicznymi i mezozoicznymi, pochodzącymi z niszczenia brzeżnych, dźwigających się gór. Jest nieckowatym wypiętrzeniem, tworem młodych, ciągnących się południkowo łańcuchów górskich, tworzonych przez Kordyliery. 

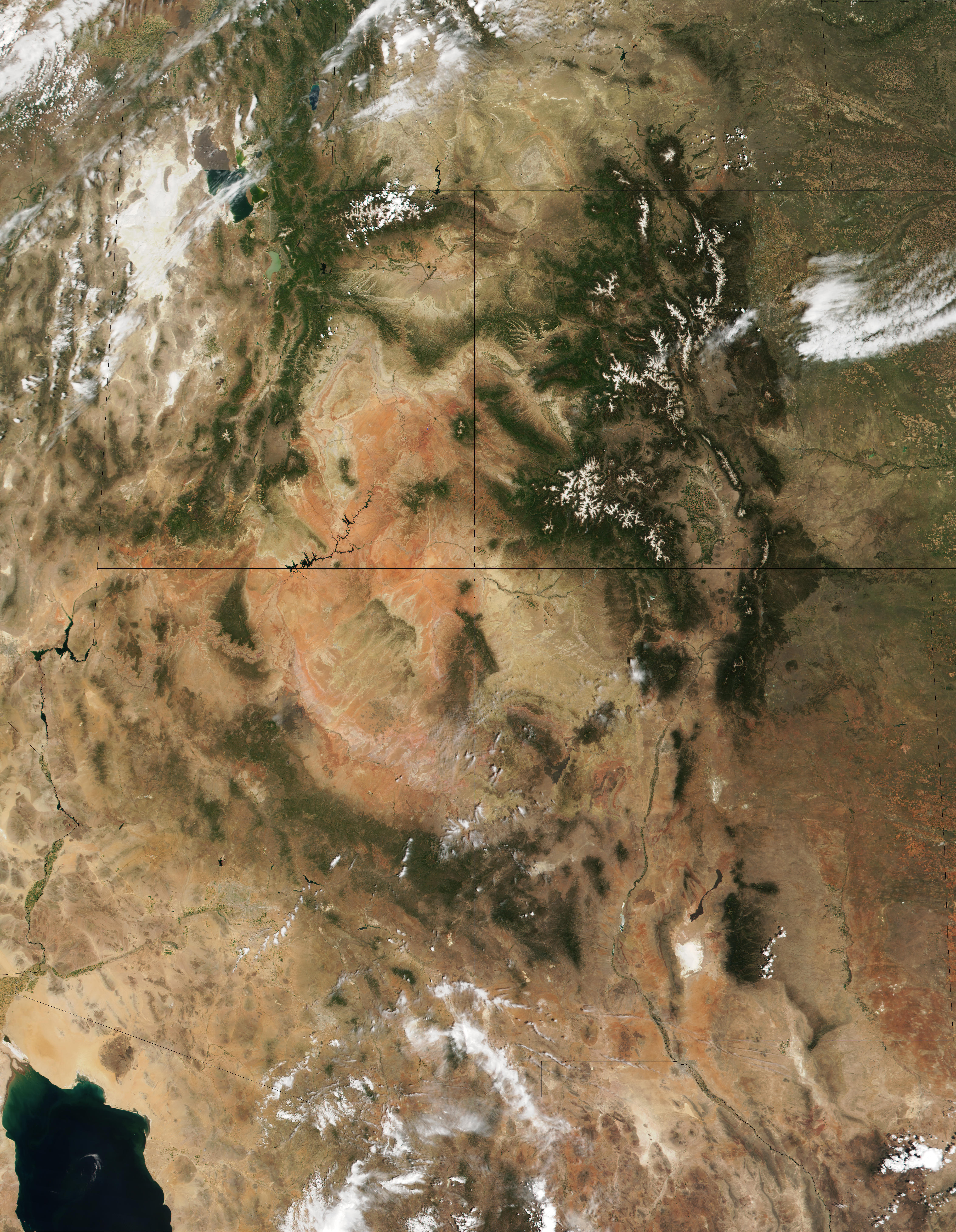
Wyżyna Kolorado widziana z orbity Ziemi

Liczne rzeki (m.in. Kolorado, San Juan, Green) toczą swe wody w wielkich kanionach, wyżłobionych w potężnych masywach górskich i wyżynach. Przeważa skąpa roślinność pustyń i półpustyń, związana z położeniem w cieniu opadowym gór Sierra Nevada. Średnie opady na terenie wyżyny nie przekraczają 250 mm. Połączenie suchego klimatu oraz wysokiego wyniesienia ponad poziom morza sprawia, że roślinność na wyżynie Kolorado jest bardzo uboga. Brak roślinności, w połączeniu z bogatą rzeźbą terenu sprawia, że w kanionach często dochodzi do powodzi błyskawicznych.
Na terenie wyżyny Kolorado znajduje się wiele obszarów chronionych, w tym 9 parków narodowych (Arches, Black Canyon of the Gunnison, Bryce Canyon, Canyonlands, Capitol Reef, Grand Canyon, Mesa Verde, Petrified Forest oraz Zion), 16 narodowych pomników przyrody (np. Aztec Ruins National Monument) oraz liczne lasy narodowe i parki stanowe.
Przeważa klimat podzwrotnikowy kontynentalny, wybitnie suchy. W części południowej (Arizona) około 19,5 tys. km² zajmuje Pustynia Pstra
Niewielkie ośrodki wydobycia bogatych złóż uranu, molibdenu i wanadu.